# 神經元 (期刊)
《神經元》（英語：Neuron）是由愛思唯爾旗下細胞出版社出版的雙周同行評審的科學期刊，於1988年出版，涵蓋神經科學和相關的生物學過程。現任總編輯是Mariela Zirlinger，Katja Brose曾任總編輯。

## 外部連結
- 官方网站